# Chen Yuanyuan
Chen Yuanyuan (1624 – 1681) è stata un'attrice teatrale cinese vissuta durante la tarda dinastia Ming e la prima dinastia Qing.
Era la concubina di Wu Sangui, il generale della dinastia Ming che cedette il Passo Shanhai alla dinastia Qing guidata dai manciù e che in seguito guidò la rivolta dei Tre Feudatari. La loro relazione divenne oggetto di una serie di storie e leggende popolari, in particolare una sul suo presunto ruolo nell'aver convinto Wu a disertare in favore dei Qing.
Fu una delle otto bellezze del Qinhuai descritte dai funzionari della dinastia Qing.

## Biografia
Chen Yuanyuan nacque in una famiglia di contadini nella provincia del Jiangsu e alla morte di suo padre divenne una cortigiana. Figura di spicco nella scena del teatro kūnqǔ di Suzhou, venne acclamata per la sua interpretazione della cameriera Hongniang in Amore della camera occidentale. Nel 1642 divenne l'amante dello studioso e poeta Mao Xiang, che si infatuò di lei dopo averla vista ne La storia della prugna rossa cantata in stile yiyangqiang. Successivamente Chen fu acquistata dalla famiglia di Tian Hongyu, padre di una delle concubine dell'imperatore Chongzhen, indi fu poi data a Wu Sangui.
Dopo aver cercato invano di dissuadere Wu Sangui dalla rivolta, Chen chiese al generale Ma Bao di scortare lei e la sua famiglia fino al villaggio di Majia Zhai, nel Guizhou, dove si sarebbero nascosti tra le minoranze etniche ostili al governo dei Qing. Questo episodio venne visto come un riferimento alla rivolta fallita e venne tramandato soltanto oralmente fino al XX secolo, quando venne descritto dallo storico Huang Tousong in uno dei suoi libri. L'iscrizione sulla sua lapide è volutamente criptica ai fine di scoraggiarne il ritrovamento, tuttavia venne riconosciuta dagli storici governativi nel 2005. La gente del posto crede che Chen fosse diventata monaca nei suoi ultimi anni di vita.

## Leggende popolari
Nell'aprile del 1644 l'esercito ribelle di Li Zicheng conquistò la capitale Ming di Pechino e l'imperatore Chongzhen si suicidò. Sapendo che l'esercito di Wu Sangui a Ningyuan rappresentava una seria minaccia, Li cercò di ingraziarsi la fedeltà di Wu. Questi, alla notizia che tutta la sua famiglia era stata massacrata, scrisse al principe dei Qing Dorgon esprimendo la sua volontà di unire le forze per cacciare i ribelli da Pechino, ponendo così le basi per la transizione tra Ming e Qing.
Tuttavia, nella cultura popolare Chen Yuanyuan assume un ruolo più drammatico e romantico in questi eventi cruciali. Secondo le storie emerse nell'era Kangxi, la motivazione di Wu Sangui di unirsi ai Qing contro Li Zicheng era data dal fatto che Li aveva rapito e (secondo alcuni resoconti) violentato Chen. Questa versione del racconto è stata resa nota dal qu di Wu Weiye intitolato il Canto di Yuanyuan:
Wu sconfisse il nemico e prese la capitale, scendendo dal Passo di Giada.

I sei eserciti, gemiti e dolenti, portavano uniformemente il bianco del lutto,

Un'ondata di rabbia da far sollevare il copricapo lo sospinse, tutto per il bene di colei che aveva un bel viso.

Colei che aveva il viso chiaro, alla deriva, e caduta, non era ciò che volevo.

I banditi che attaccavano, percossi dal cielo, si crogiolavano in piaceri sfrenati.

I fulmini travolsero i Turbanti Gialli, le truppe della Montagna Nera furono represse.

Dopo aver pianto per il sovrano e la famiglia, la incontrai di nuovo.»
(Wu Weiye, estratto dal Canto di Yuanyuan)
Alcuni storici ritengono che tali storie siano frutto di leggende popolari. Alcune cronache riportano che Chen Yuanyuan fosse stata violentata e uccisa durante la caduta di Pechino, mentre altre ritengono che si fosse riunita a Wu Sangui. Una storia attribuita al folclore popolare affermerebbe che negli ultimi anni di vita Chen avesse cambiato nome e che sarebbe diventata una monaca a Kunming.